# 寺島拓篤
寺島拓篤（日语：／ Terashima Takuma，1983年12月20日—）是日本的男性聲優和歌手。石川縣出身，血型為B型，身高166.9cm，星座 射手座，目前隸屬於AXL ONE事務所。

## 經歷
- 專門學校東京廣播學院畢業後，進入了Holy Peak事務所。
- 2004年，出演廣播劇『惡魔同盟（日语：悪魔のミカタ）』正式聲優出道。
- 2005年，出演『創聖的亞庫艾里翁』的主人公・阿波羅，正式在電視動畫中出道。
- 2009年1月5日，在自己的網誌上貼出告知表示在2008年12月31日離開了待了三年的Holy Peak，文中未提到新公司，只說會開設一個新的網誌（《寺島拓篤のモノクロームな日々》是在Holy Peak管理下）。
- 2009年2月2日，在新網誌發表加入Production baobab。
- 2011年8月31日，當天晚上Production baobab上的資料消失而引起一陣討論，隔天9月1日的中午在網誌上正式發表移籍至AXL ONE的公告。
- 2012年6月6日，發行了專輯『NEW GAME』以本人名義歌手出道。
- 2013年，在第六屆的聲優獎以ST☆RISH（歌之王子殿下）的名義獲得歌唱賞。[2]
- 2015年，加入Original Entertainment Paradise（日语：Original Entertainment Paradise）（簡稱Orepara (おれパラ)）成為正式成員。
- 2017年7月6日，寺岛拓笃在个人博客中宣布婚訊，對象為同為聲優的佐藤聰美[3]。之前寺岛就曾在博客中称自己心目中的结婚对象是《轻音少女》中的田井中律，而佐藤聪美正是律的声优[4]。

## 人物
- 有一個哥哥和一個弟弟。兄弟感情很好，從來沒有吵過架，弟弟曾經到他與羽多野涉共同主持的廣播節目2D LOVE（日语：羽多野・寺島 Radio 2D LOVE）中當特別來賓。
- 中學時參加了劍道部（初段）、高中時是演劇部的。加入劍道部的契機是因為動漫『神劍闖江湖』。
- 特技是早起。興趣是唱歌、插圖、改造衣服、天體觀測、撞球、飛鏢。
- 非常喜歡Galgame跟公仔模型，收藏了非常多『K-ON！輕音部』與『SD鋼彈』等的相關模型。

也喜歡收集能量石，契機是收到了齋賀光希送的能量石手鍊加上出演了以石頭為題材的動畫『Sacred Seven』之後就開始對能量石產生了興趣。
另外還喜歡看高爾夫，但一竅不通。不過在和森久保祥太郎、梶裕貴一起主持的『ドーリィ☆バラエティ HYPER ViSUADOLL MOVIE』節目中實際體驗了高爾夫。
- 喜歡貓但是對動物過敏（過敏檢查呈陽性反應，但本人沒感覺）。
- 喜歡戴銀製飾品，但吃飯時會脫下。
- 喜歡《哆啦A夢》和《守護甜心!》。 特別中意《守護甜心!》的女主角日奈森亞夢，喜歡到會在部落格放上自己畫的亞夢的插畫。
- 喜歡《LoveLive!》並自認 Loveliver，首推 μ's 的星空凜。
- 追求女性的理想條件為左撇子（《CLUB AT-X》第143回）。
- 與聲優杉田智和、市来光弘、鈴木達央、羽多野涉感情良好，被稱為杉田組。
- 與梶裕貴、堀江一真、阿部敦共同組成了歌唱團體「G.Addict（日语：グラール騎士団）」。
- 和岸尾大輔是一起玩MONSTER HUNTER的朋友。（《CLUB AT-X》第144回）
- 在死後文的慶功宴上，因為長得和植田佳奈相像而成為話題。植田本人也同意。
- 有懼高症。害怕尖叫、恐怖系的遊樂設施。曾在錄製『ドーリィ☆バラエティ HYPER ViSUADOLL MOVIE』節目時去富士急高原樂園玩了部分尖叫系遊樂設施後被嚇得臉色發青，一直要求中止錄影。
- 與傑尼斯事務所團體Snow Man成員佐久間大介是多年好友

## 出演作品
※粗體字為主要角色

### 電視動畫
2005年
- 極樂天師（劇團員）
- 黑貓（警官）
- 創聖機械天使（阿波羅 / 阿波羅尼亞斯）

2006年
- 牙 -KIBA-（日语：牙 (アニメ)）
- 校園迷糊大王 二學期（學生B）
- 蒼天之拳
- 向日葵!（湖太郎、カクノシン）
- 公主・公主 （春江涉）

2007年
- AYAKASHI（男學生）
- 威爾貝魯物語：威爾貝魯的姐妹（吉恩）
- 節哀唷♥二之宮同學（男學生1）
- 地獄少女 二籠（都丸誠〈#21〉）
- 獸裝機攻（チョウ、コンピューターアナ）
- 無敵偵探貴公子（弥富七郎）
- Saint Beast〜光陰叙事詩天使譚〜（日语：セイント・ビースト）（上位天使）
- 警花逮捕令フルスロットル（男、老師、年輕人）
- 向日葵!! 第二季（湖太郎、警備員2、兵士1、研究者）
- 奔向地球（アルフレート、ショオン、タキオン）
- BLEACH（Captain）
- PRISM ARK（エイン・ラッセン、血櫻）

2008年
- 威爾貝魯物語：威爾貝魯的姐妹 第二幕 （吉恩）
- Code Geass 反逆的魯魯修 R2（柯魯恰克）
- 地獄少女 三鼎（笠〈#12〉）
- 死後文（野島要）
- 絕對能做到的希臘神話（日语：絶対やれるギリシャ神話）（特修斯、家臣、邁達斯王、奧德修斯）
- 俗·絶望先生（木野國也、李仲直）
- 女神異聞錄 ～三位一體之魂～
- BLEACH（嘉納（三番隊））
- 魔法學園MA（佐久間榮太郎）
- ONE OUTS -ワンナウツ-（河中純一）

2009年
- 鋼殼都市雷吉歐斯（哈伊爾·薩林邦·利亞）
- 天才麻將少女（圖書委員#1）
- 懺·絕望先生（木野國也、男、J導演）- 也擔當了第8集片尾的插畫
- 學生會的一存（男學生）
- 浪漫追星社（原口、文藝部員、男學生）
- 哆啦A夢（拉麵店）
- 夏日風暴！（岡本）
- 向陽素描×365 特別篇（益子老師）
- BLEACH 斬魄刀異聞篇（琉璃色孔雀）
- Princess Lover!（有馬哲平）
- 天堂餐館（ルチーア夫）

2010年
- 聖誕之吻SS（梅原正吉）
- SD鋼彈三國傳BraveBattleWarriors（甘寧京寶梵）
- 學生會長是女僕（更科郁斗）
- K-ON!! 第二季（父親〈#5〉）
- 偵探歌劇 少女福爾摩斯（Stone River / 石流漱石）
- 無頭騎士異聞錄 DuRaRaRa!!（渡草三郎、黃巾賊2）
- 傳說的勇者的傳說（史依・歐魯拉）
- 笨蛋，測驗，召喚獸（久保利光、監考教師）
- Battle Spirits 少年激霸彈（ペンタン1）
- 向陽素描×☆☆☆（益子老師）

2011年
- 偶像大師（天瀬冬馬、ブラックファルシオン三世）
- 歌之☆王子殿下♪ 真愛1000%（一十木音也）
- C³ -魔幻三次方-（伯途泰造）
- 超級機器人大戰OG -The Inspector-（吾妻吼太）
- Sacred Seven（丹童子阿爾瑪）
- 世界一初戀2（草川拓也）
- 丹特丽安的书架（ティート）
- 偵探歌劇 少女福爾摩斯 Summer Special.（Stone River / 石流漱石）
- 笨蛋，測驗，召喚獸（久保利光）
- 戰鬥陀螺 鋼鐵奇兵（巴奧）

2012年
- 創聖機械天使EVOL（阿波羅）
- 聖誕之吻SS +plus（梅原正吉）
- 機動戰士鋼彈AGE（德席爾·加列特（第二世代））
- 心連·情結（青木義文）
- 寶石寵物 Kira☆Deco—!（赤城烈〈Red〉、秋刀魚、黑雲、蝙蝠、螃蟹、司儀、送貨員、水野先生、保全、影、章魚香腸、變1、鯊魚、蚊子、Purple）
- 侦探歌剧 少女福尔摩斯 第2幕（Stone River / 石流漱石）
- 超譯百人一首戀歌（藤原行成）
- 決鬥大師 Victory V（百獸Reo、鬼丸「霸」）
- 鄰座的怪同學（山口賢二）
- 無賴勇者的鬼畜美學（塞克斯）
- Battle Spirits 霸王（伏田シュウ）
- 向陽素描×蜂窩（益子老師）
- 冰菓（山內）
- 戰鬥陀螺 鋼鐵奇兵 ZERO G（海原風箏）

2013年
- 歌之☆王子殿下♪ 真愛2000%（一十木音也）
- 只有神知道的世界 女神篇（淺間亮）
- 激戰！彈珠人eS（闇黑寺源太）
- 鑽石王牌（財前直行）
- 八犬傳－東方八犬異聞－（犬田小文吾）
- 八犬傳－東方八犬異聞－第二期（犬田小文吾）
- BLOOD LAD 血意少年（烏爾夫）
- 白色相簿2（飯塚武也）
- 魔王勇者（商人子弟）
- 魔界王子 devils and realist（但他林·修巴）
- 蟲奉行（無涯）
- 眼鏡部！（眼鏡友情出演）
- 記錄的地平線（城惠）

2014年
- 甘城輝煌樂園救世主（鱷尼P）
- 日常生活中的異能戰鬥（桐生一）
- 尋找失去的未來（秋山奏）
- 黑執事 Book of Circus（SNAKE）
- 人生諮詢電視動畫「人生」（伊藤孝之）
- 中二病也想談戀愛！戀（千尋）
- 決鬥大師VS（鬼丸「霸」）
- 東京闇鴉（雪佛）
- 星光樂園（舞沙奇、錦鯉コーチ）
- 破刃之劍（伊歐）
- Baby Steps ~網球優等生~（影山小次郎）
- 魔法科高中的劣等生（西城雷歐赫特）
- 目隱都市的演繹者（Shintaro / 如月伸太郎）
- 記錄的地平線 第二期（城惠）

2015年
- 歌之☆王子殿下♪ 真愛革命（一十木音也）
- 彗星·路西法（羅曼·瓦洛夫）
- 侦探歌剧 少女福尔摩斯 TD（Stone River）
- 偵探小隊KZ事件簿（黑木貴和）
- 無頭騎士異聞錄 DuRaRaRa!!×2 承（渡草三郎）
- 無頭騎士異聞錄 DuRaRaRa!!×2 轉（渡草三郎）
- 美男高校地球防衛部LOVE！（下呂阿古哉）
- Baby Steps ~網球優等生~2（影山小次郎）
- 星光樂園（舞沙奇、安藤玲）
- 御神樂學園組曲（豚親）
- FAIRY TAIL（賈卡爾）

2016年
- 無頭騎士異聞錄 DuRaRaRa!!×2 結（渡草三郎、黃巾賊）
- SUPER LOVERS（海棠蒔麻）[5]
- 吸血鬼僕人（城田真晝）
- 美男高校地球防衛部LOVE!LOVE!（下呂阿古哉）
- 歌之☆王子殿下♪ 真愛傳奇之星（一十木音也）
- 雙星之陰陽師（鑪[6]）
- 排球少年！！ 烏野高校VS白鳥澤學園高校（瀨見英太）

2017年
- SUPER LOVERS 2（海棠蒔麻）
- 正確的卡多（Yaha-kui zaShunina[7]）
- 阿童木起源（茶水博志[8]）
- 便利商店情人（三島春來）
- 黑色五葉草（克勞斯·流奈特）
- DYNAMIC CHORD（檜山朔良）
- Dies irae（櫻井戒）
- 網路勝利組（藤本和臣）
- 偶像大師SideM（天瀨冬馬）

2018年
- 霸穹 封神演義（燃燈道人）
- 妖怪旅館營業中（葉鳥）
- 三次元女友 REAL GIRL（高梨光也）
- 阿宅的戀愛太難（馬場）
- 蠟筆小新（拓篤）
- 中間管理錄利根川（八乙女中[9]）
- 昴宿七星（克萊布·維巴里[10]）
- LORD of VERMILION 紅蓮之王（水上晴[11]）
- 付喪神出租中（裏葉柳）
- 火之丸相撲（辻桐仁）
- Radiant（馮·采佩什[12]）
- 偶像大師 SideM 有理由Mini！（天瀨冬馬）
- 弦音－風舞高中弓道部－（本村宏樹）
- 關於我轉生成史萊姆這檔事（三上悟）

2019年
- 一弦定音！（良樹）
- 星光王子 KING OF PRISM -Shiny Seven Stars（G.o.d. VI）
- 實況主的逃脫遊戲【直播中】（逢河牧野）
- 胡蝶綺 ～少年信長～（前田利家〈犬千代〉[13]）
- 觸地騎士（冬原燈利）
- 平凡職業造就世界最強（奧斯卡·奧爾庫司）
- 科學一方通行（伊薩克·羅森塔爾）
- 在地下城尋求邂逅是否搞錯了什麼II（馬里烏斯·維克崔斯·拉幾亞）
- 高分少女II（大井町奧爾巴斯）
- 毛球剛次郎（華麗田）
- 星合之空（王寺嵐）
- 鬼太郎（第6期）（TAKUMI）

2020年
- 排球少年！！ TO THE TOP（瀨見英太）
- 異獸魔都（福山）
- 昨日之歌（福田孝則）[14]
- 格萊普尼爾（村上陽太）
- 魔王學院的不適任者～史上最強的魔王始祖，轉生就讀子孫們的學校～（雷伊·格蘭茲多利）
- 王之逆襲：意志的繼承者（克勞斯[15]）
- 魔法科高中的劣等生 來訪者篇（西城雷歐赫特）
- 小碧藍幻想！（該隱）

2021年
- 裏世界遠足（肋戶）
- 記錄的地平線 圓桌崩壞（城惠）
- 魔術士歐菲 流浪之旅 基姆拉克篇（斯威登堡）
- EDENS ZERO 伊甸星原（四季·格蘭貝爾）
- 東京復仇者（千堂敦）
- 青梅竹馬絕對不會輸的戀愛喜劇（阿部充、大岡）
- 魔法科高中的優等生（西城雷歐赫特）
- 百萬噸級武藏（袴田宗次、イブリム）
- 逆轉世界的電池少女（東雲曉）

2022年
- 怪人開發部的黑井津小姐（佐田卷健司／劍神布雷達）
- Animation x Paralympic：誰是你的英雄？（真山敬[16]）
- 不會拿捏距離的阿波連同學（來堂[17]、努伊）
- 勇者鬥惡龍 達伊的大冒險（審判）
- 神渣☆偶像（瀨戶內光）
- 歌之☆王子殿下♪ 真愛ST☆RISH TOURS ～旅途的起始～（一十木音也）

2023年
- 魔王學院的不適任者～史上最強的魔王始祖，轉生就讀子孫們的學校～II（雷伊·格蘭茲多利[18]）
- 東京復仇者 聖夜決戰篇（千堂敦）
- 弦音－相繫的一射－（本村宏樹[19]）
- Sugar Apple Fairy Tale（凱特[20]）
- EDENS ZERO 伊甸星原（第2期）（四季·格蘭貝爾[21]）
- 獻祭公主與獸王（阿努比斯[22]）
- 萊莎的鍊金工房 ～常闇女王與秘密藏身處～（蘭托·馬斯林克[23]）
- AYAKA -綾島奇譚-（沙川盡義[24]）
- 東京復仇者 天竺篇（千堂敦）
- 重生者的魔法一定要特別（戴基爾·阿曼德[25]）

2024年
- 魔女與野獸（ロラン[26]）
- 美妙寵物 光之美少女（兔山悟）
- 王牌酒保 神之杯（佐佐倉溜[27]）
- 魔法科高中的劣等生（第3期）（西城雷歐赫特[28]）
- 菇狗（矢良[29]）

2025年
- 魔法使的約定（懷特[30]）
- 不會拿捏距離的阿波連同學 season2（來堂[31]）
- 妖怪旅館營業中 貳（葉鳥[32]）

2026年
- 打工仔的拷問日常（時宇[33]）
- 東京復仇者 三天戰爭篇（千堂敦[34]）

### OVA
2005年
- 我永遠的聖誕老人（應援團副團長）
- 和爸爸KISS IN THE DARK（北条朔彌、小瞬）

2007年
- 創聖的亞庫艾里翁（阿波羅 / 阿波羅尼亞斯）

2008年
- 再見了絶望先生 序〜絶望少女撰集〜（木野國也）
- 獄・再見了絶望先生（木野國也）

2010年
- 哥拉爾騎士團 Evoked THE Beginning Black（日语：グラール騎士団）（阿魯比雷歐）

2011年
- 哥拉爾騎士團 Evoked THE Beginning White（阿魯比雷歐）
- 笨蛋、測驗、召喚獸 〜祭典〜（久保利光）

2012年
- 只有神知道的世界OVA 天理篇（浅間亮）※單行本19卷附贈DVD特別版[35]

2013年
- 鄰座的怪同學 鄰座的極道同學（賢二）※漫畫12卷附贈DVD特裝版

2014年
- 蟲奉行（無涯）※「常住戰陣!!蟲奉行」單行本第15卷、第16卷OVA附加特別版

2015年
- 黑執事 Book of Murder（SNAKE）
- 無頭騎士異聞錄 DuRaRaRa!!×2 承 外傳！？ 第4.5話 我的心是火鍋的形狀（渡草三郎）※劇場先行上映[36]

2016年
- 無頭騎士異聞錄 DuRaRaRa!!×2 結 外傳！？ 第19.5話 DuFuFuFu!!（渡草三郎）※劇場先行上映[37]

2017年
- SUPER LOVERS OAD1（海棠蒔麻）
- 美男高校地球防衛部LOVE！LOVE！LOVE！（下呂阿古哉）
- SUPER LOVERS OAD2（海棠蒔麻）

2022年
- 平凡職業造就世界最強S2 OVA(第15話)（奧斯卡·奧爾庫司）

### 劇場版動畫
2007年
- 劇場版機械天使 -創聖神話篇 & 壹發逆轉篇-（阿波羅 / 阿波羅尼亞斯）

2010年
- 破刃之劍（伊歐）

2012年
- Sacred Seven 銀月之翼（丹童子阿爾瑪）

2013年
- Code Geass 亡國的阿基德 第二章「被撕裂的翼龍」（阿修雷・阿修羅）

2014年
- 偶像大師 劇場版 邁向閃耀的彼端！（天瀬冬馬）

2015年
- 劇場版星光樂園 大集合！星光☆之旅（舞沙奇）
- Code Geass 亡國的阿基德 第三章「光輝從天墜落」（阿修雷・阿修羅）
- 跳出星光樂園 共同目標！偶像☆大賽（舞沙奇）
- Code Geass 亡國的阿基德 第四章「來自憎恨的記憶」（阿修雷・阿修羅）

2016年
- 偵探歌劇 逆襲的福爾摩斯 劇場版（Stone River / 石流漱石）
- Code Geass 亡國的阿基德 第四章「至我所愛」（阿修雷・阿修羅）
- 星光樂園 大家的憧憬♪ 去吧☆星光巴黎（舞沙奇、安藤玲）

2017年
- 劇場版 黑執事 Book of the Atlantic（SNAKE）
- 劇場版 魔法科高中的劣等生 呼喚星星的少女（西城雷歐赫特[38]）

2018年
- 吸血鬼僕人 Alice in the Garden （城田真晝）

2019年
- 歌之王子殿下 真愛王國（一十木音也）

2022年
- 歌之王子殿下 真愛ST☆RISH TOURS（一十木音也）

2024年
- 美妙寵物 光之美少女 THE MOVIE！心動♡遊戲世界大冒險！（兔山悟[39]）

2025年
- 美男高校地球防衛部ETERNAL LOVE！（下呂阿古哉[40]）

### 網路動畫
2010年
- Starry☆Sky（粟田謙介）

2016年
- 妖怪お国自慢（日语：妖怪お国自慢）

2017年
- 儘量加油吧!魔法少女胡桃（佐藤茂）
- 梦王国与沉睡的100王子 短篇动画（雷奧尼）

2018年
- 儘量加油吧!魔法少女胡桃 第2期（佐藤茂）
- B：彼之初（霧雨）
- MONKEY PEAK（宮田）

2019年
- 7SEEDS 幻海奇情（鷭）

2020年
- 戰鬥陀螺 爆烈世代 超王（西斯科・卡拉爾）

2021年
- 終末的女武神（佐佐木小次郎〈小孩、年輕時〉）

2023年
- 關於我轉生變成史萊姆這檔事 柯里烏斯之夢（悟[41]）

2024年
- Fate/Grand Order 搞不懂的藤丸立香 第2期（罗兰）

### 遊戲
2005年
- 創聖機械天使（阿波羅 / 阿波羅尼亞斯）

2007年
- 亞迦雷斯特戰記（アルベルティ）
- 超級機器人大戰OG ORIGINAL GENERATIONS（吾妻吼太（コウタ・アズマ））
- 超級機器人大戰OG外傳（吾妻吼太）
- 魔法學園MA（佐久間榮太郎）

2008年
- [PC] 你好坏喔 My Master（日语：いじわる My Master）（莱昂）
- [NDS] 女神戰記 負罪者（安塞爾）
- 超級機器人大戰Z（阿波羅 / 阿波羅尼亞斯）
- 心靈傳奇（司儀）
- [PSP] 命運的老虎競技場（Avenger复仇者）
- PRISM ARK -AWAKE-（エイン・ラッセン）
- [PS2] Last Escort2 ～深夜之甜蜜荆棘～（日语：ラスト・エスコート）（凉）

2009年
- 聖誕之吻（梅原正吉）
- [PC] GARNET CRADLE（白土楓）
- [PS2] 公主日 -New Princess Days- 续！二学期（小日向风太）
- Million KNights Vermilion（イヴァン）
- [PS2] Lucian Bee's RESURRECTION SUPERNOVA（日语：Lucian Bee's RESURRECTION SUPERNOVA）（杰西 "KID" 斯库爱尔）
- [PC]  STEAL! （中川真鳥）
- [PC] 装甲恶鬼村正（凑斗景明）

2010年
- 異世紀機器人大戰：R（阿波羅 / 阿波羅尼亞斯）
- [PSP] 歌之王子殿下（一十木音也）
- [PSP] 歌之王子殿下 -Amazing Aria-（一十木音也）
- [PS3] 永恒的尽头（尚波雷）
- [PC] GARNET CRADLE sugary sparkle（The prince of DIAMOND、白土楓）
- [PS2] Summon Night Gran - Thesis 毀滅之劍與約定的騎士（シルバッハ）
- [PSP] STORM LOVER（日语：STORM LOVER）（御子柴恭介）
- [PSP] 绝对迷宫格林 〜七把钥匙与乐园的少女〜（日语：絶対迷宮グリム 〜七つの鍵と楽園の乙女〜）（哈梅伦）
- [PS2] TAKUYO Mix Box 〜1st Anniversary〜（小日向风太）
- [PSP] 偵探歌劇 少女福爾摩斯（Stone River / 石流漱石）
- Desert・鋼彈（日语：ザート・キングダム）（ウンバラバッパー）
- [PSP] 東京鬼祓師 鴉乃杜學園奇譚（鹿島御霧）
- PASTELCHIME Continue（日语：ぱすてるチャイムContinue）（クリス・ヴィッカー）
- 公主日 -New Princess Days- 续！二学期 手機版（小日向风太）
- 無限的邊境EXCEED超級機器人大戰OG傳奇（日语：無限のフロンティアEXCEED スーパーロボット大戦OGサーガ）（戰士羅亞 〈吾妻吼太〉）
- [PS2] 猛兽使与王子（日语：猛獣使いと王子様）（西尔维奥）
- Le Ciel Bleu 〜ル・シエル・ブルー〜（エリオット）
- [PSP] 戀愛番長 人生苦短，戀愛吧少女！Love is Power（日语：恋愛番長）（小弟泰）

2011年
- 偶像大師 2（天瀨冬馬）
- 即刻、出陣！戀戰（明智光秀）
- 歌之王子殿下 Repeat（一十木音也）
- 歌之王子殿下 MUSIC（一十木音也）
- GARNET CRADLE Portable 〜鍵の姫巫女〜（白土楓）
- [PSP] 月華撩亂ROMANCE（日语：月華繚乱ROMANCE）（鹿野葵）
- Star Project（淺黄桐矢）
- [PSP] STORM LOVER 夏戀!!（日语：STORM LOVER）（御子柴恭介）
- [PSP] 绝对迷宫格林 〜七把钥匙与乐园的少女〜 加長版（日语：絶対迷宮グリム 〜七つの鍵と楽園の乙女〜）（哈梅伦）
- 第2次超級機器人大戰Z 破界篇（阿波羅 / 阿波羅尼亞斯）
- 遙遠時空中5（日语：遙かなる時空の中で5）（桐生瞬）
- 猛兽使与王子 〜雪新娘〜（日语：猛獣使いと王子様）（西尔维奥）
- 猛兽使与王子 手機版（日语：猛獣使いと王子様）（西尔维奥）

2012年
- 偶像大師 閃耀祭典 Honey Sound（天瀬冬馬）
- 伊蘇塞爾塞塔的樹海（日语：イース セルセタの樹海）（グルーダ）
- 歌之王子殿下 Debut（一十木音也）
- 神樣與戀心（東條昴）
- 機動戰士鋼彈AGE 宇宙加速/宇宙驅動（デジル・ガレット 〈アセム篇〉）
- Granado Espada（日语：グラナド・エスパダ）（イオン・フェリペ）
- 戀愛不受校規束縛！（日语：恋は校則に縛られない!）（榊木鋭史）
- 心連·情結 隨機預知（青木義文）
- [PSP] STORM LOVER 快!!（日语：STORM LOVER）（御子柴恭介）
- [Web] 聖痕幻想（傑洛德）（註：僅日版）
- 第2次超級機器人大戰OG（吾妻吼太）
- 第2次超級機器人大戰Z 再世篇（阿波羅 / 阿波羅尼亞斯）
- Dies irae -Also sprach Zarathustra-（櫻井戒）
- [PSP] 偵探歌劇 少女福爾摩斯 2（Stone River / 石流漱石）
- 停電少女和羽蟲的管弦樂 停電いろは珠（柩）
- 華アワセ 蛟篇（日语：華アワセ）（いろは）
- 遙遠時空中5 風花記（日语：遙かなる時空の中で5）（桐生瞬）
- 百鬼夜行～怪談羅曼史～（日语：百鬼夜行〜怪談ロマンス〜）（明日馬兵太）
- 白色相簿2 幸福的彼端（飯塚武也）
- 猛兽使与王子 〜雪新娘〜手機版（日语：猛獣使いと王子様）（西尔维奥）
- 嫁Collection（桐生瞬）

2013年
- 歌之王子殿下 All Star（一十木音也）
- 歌之王子殿下 MUSIC 2（一十木音也、音符君）
- JOJO的奇妙冒險 ALL STAR BATTLE（プロシュート）
- 神咒神威神楽 曙之光（惡路）
- 巴哈姆特之怒（アレン）
- 超級機器人大戰OG INFINITE BATTLE（吾妻吼太）
- [PSP] STORM LOVER 2nd（日语：STORM LOVER）（御子柴恭介）
- 青春的開端（日语：青春はじめました） （双葉千早）
- Desert・鋼彈 手機版（日语：ザート・キングダム）（ウンバラバッパー）
- 百物語～怪談羅曼史～（明日馬兵太）
- 臨時男友（日语：ボーイフレンド（仮））（逢坂紘夢）
- 魔界王子 devils and realist 代理王的祕寶（但他林·修巴）
- 蟲奉行（無涯）
- 嫁コレ（山口賢二）
- LORD of VERMILION（日语：LORD of VERMILION）（スキピオ）

2014年
- 華アワセ 姫空木篇（日语：華アワセ）（いろは）
- [PC/PSP/PSV] 学園ヘヴン２ 〜DOUBLE SCRAMBLE!〜（鷺森空也）
- 禁忌的瑪格娜（日语：禁忌のマグナ）（マクレガン）
- 戀愛忍法帖（日语：忍び、恋うつつ）（猿飛咲助）
- SUPER HERO GENERATION（日语：スーパーヒーロージェネレーション）（クロノス）
- BAD MEDICINE（凪原大貴）
- Fate/hollow ataraxia（Avenger）
- 魔法科高中的劣等生 Out of Order（西城雷歐赫特）
- 魔法科高中的劣等生 LOST ZERO（西城雷歐赫特）
- 嫁コレ（但他林·修巴、城惠、榊木鋭史、御子柴恭介）
- UTA☆PRI ISLAND (iOS)（一十木音也）

2015年
- 偶像大師 SideM（天瀨冬馬）
- 歌之王子殿下 All Star After Secret（一十木音也）
- 問答RPG 魔法使與黑貓維茲（極・蜂須賀、小黑）
- XUCCESS HEAVEN（竜樹＝ル・シード、カイ・バードランド）
- JoJo的奇妙冒险 Eyes of Heaven（プロシュート）
- 戀愛忍法帖 ― 雪月花戀繪卷 ―（日语：忍び、恋うつつ）（猿飛咲助）
- 七龍傳說 III code：VFD
- 第3次超級機器人大戰Z 天獄篇（阿波羅）
- DYNAMIC CHORD feat.Liar-S （檜山朔良）
- DuRaRaRa!!Relay（渡草三郎）
- 遙遠時空中6（日语：遙かなる時空の中で6）（有馬一）
- 美男高校地球防衛部LOVE! GAME!（下呂阿古哉）
- 猛獸使與王子殿下 〜Flower & Snow〜（西尔维奥）
- 華アワセ 唐紅/うつつ篇（日语：華アワセ）（いろは）
- 夢王國與沉睡中的100位王子殿下（雷歐尼）
- STORM LOVER V（日语：STORM LOVER）（御子柴恭介）
- UTA☆PRI ISLAND (Android)（一十木音也）

2016年
- 歌之王子殿下 MUSIC 3（一十木音也）
- SA7 SILENT ABILITY SEVEN（成瀨伶）
- 華アワセ いろは篇（日语：華アワセ）（いろは）
- 白貓Project（極・蜂須賀、小黑)
- DYNAMIC CHORD feat.Liar-S Append Dis （檜山朔良）
- Fate/Grand Order（湯瑪斯·愛迪生、安哥拉曼紐）
- 羅德斯島戰記 （帕恩）
- 遥远的时空中6 幻灯回旋曲（日语：遙かなる時空の中で6）（有馬一）

2017年
- 無雙☆群星大會串（有馬一）
- 在茜色的世界與君詠唱（伊達政宗）
- Blackish House ←sideZ（櫻坂悠翔）

2018年
- 食之契約（黃酒、龜苓膏、魚子醬）
- 夢間集（長庚刀）
- 甜點王子2（七海怜）

2019年
- 萊莎的鍊金工房～常闇女王與秘密藏身處～（蘭托•馬斯林克）
- 聖火降魔錄 英雄雲集（蓋爾）

2020年
- 萊莎的鍊金工房2 ～失落傳說與秘密妖精～（蘭托•馬斯林克）

2021年
- WIND BOYS！（南里弥彦）

2022年
- Fate/Grand Order（羅蘭）
- 刀劍亂舞無雙（面影）[42]

### 特攝
2007年
- Kawaii! JeNny（日语：Kawaii! JeNny）（哈利的聲音）

2009年
- 時空警察Hyperion（飾演 時空特搜アレス(真人演出)）

2014年
- 獸電戰隊強龍者 VS Go Busters 恐龍大決戰！ 再見永遠的朋友啊（ネオガイルトン / ネオガイルトン的聲音）

2019年
- 超人力霸王大河（ /超人力霸王大河的聲音）

### 吹替
- 當鋪風雲 (美國電影)（日语：スティーラーズ (映画)）（Johnny Shaw〈伊利亞·伍德〉）
- 小富豪瑞奇2（Randy）

### 電視節目
- 寺岛拓笃的Fun Fun Fu Fu〜n ♪ Fufufun Fu〜n ♪♪（日语：寺島拓篤のふんふんふふ〜ん♪ふふふんふ〜ん♪♪）（2006年9月～2006年12月、あっとボイスTV）
- 寺岛拓笃的Fun Fun Fu Fu〜n ♪ Fufufun Fu〜n ♪♪（日语：寺島拓篤のふんふんふふ〜ん♪ふふふんふ〜ん♪♪）（2007年4月～2009年4月、あっとボイスTV）
- Dori ☆ Variety HYPER ViSUADOLL MOVIE（日语：ドーリィ☆バラエティ）（2008年10月2日～2009年3月26日、tvk）

### DVD
- Original Entertainment Paradise "おれパラ"2009 LIVEDVD
- Original Entertainment Paradise "おれパラ"2010 LIVE DVD
- Original Entertainment Paradise "おれパラ"2012 LIVE DVD
- 下野紘&梶裕貴的Radio Misty（日语：下野紘&梶裕貴のRadio Misty） 第4回公開錄音
- G.Addict/LIVE Sign of Addiction’11
- Live Video JAPAN 乙女♥Festival
- STORM LOVER（日语：STORM LOVER） 春恋嵐 Event DVD
- 宝探し〜ミライセンシ エピソード0〜in西武園ゆうえんち[88]
- バラエティDVD 遙遠時空系列 八葉爛漫
- バラエティDVD 遙かなる時空の中で5 八葉爛漫2
- Live Video Neo Romance♥FESTA 遙か祭2011 〜初春時代繪卷〜
- B's Log TV 恋愛番長系列
  - B's Log TV 恋愛番長vol.1・2
  - B's Log TV 恋愛番長･二學期 國文
  - B's Log TV 恋愛番長･二學期 數學
  - B's Log TV 恋愛番長･二學期 保健
  - B's Log TV 恋愛番長･二學期 美術
  - B's Log TV 恋愛番長･三學期 朝礼
  - B's Log TV 恋愛番長･三學期 放學後
  - B's Log TV 恋愛番長･リターンズ 体育祭
  - B's Log TV 恋愛番長･リターンズ 文化祭
- 百歌SAY!RUN!
- Lucian Bee's（日语：Lucian Bee's RESURRECTION SUPERNOVA） LIVE DVD ROMANXIA WORLD TOUR 2010 in YOKOHAMA
- 八犬傳―東方八犬異聞― おいでませ!古那屋 in日比谷公會堂
- 八犬傳―東方八犬異聞― おいでませ!古那屋 inパシフィコ横浜
- 黑執事 Book of Circus/Murder New Year's Party ~その執事、賀正~

### 廣播節目
- 紘と拓笃の俺たちのベシャリ场（Animate TV）
- 寺島・鈴木的嘿，加油（日语：寺島・鈴木のちょっとこいや） （超!放送局）
- SaiKedamono's的HEAVEN'S PARTY 第46回（日语：セイント・ビースト ケダモノたちのHEAVEN'S PARTY） （Animate TV）
- 声優グランプリpresentsどうぞご歓談ください。おい!寺尾 （niconico頻道）
- Sugar Beans放送局増刊号（Sugerbeans公式網站上的網路電台）
- 週刊RaGオFantasy 〜寺島拓篤的宣伝会議（日语：テラGオファンタジー） （Animate TV）
- TerraGオFantasy（日语：テラGオファンタジー） （Animate TV）
- Pokekuri！手機小説放送局 （大阪放送・Animate TV）
- 森久保祥太郎・寺島拓篤・梶裕貴 ★★★Produce（日语：森久保祥太郎・寺島拓篤・梶裕貴 ★★★プロデュース） （大阪放送・Animate TV）
- 停電少女和羽蟲的管弦樂 （IM公式網站 網路電台）
- 羽多野・寺島 Radio 2D LOVE（日语：羽多野・寺島 Radio 2D LOVE）（超!A&G+）
- 華アワセ（日语：華アワセ） (AG-ON)
- ココロコネクト 文研新聞〜ラジオ版〜 （HiBiKi Radio Station：2012年7月6日 - 2013年3月29日）
- unison!（日语：ユニゾン!）（文化放送、東海Radio（日语：東海ラジオ放送）：星期三主持人： 2015年7月1日 - ）
- Rekomen!（日语：レコメン!） (文化放送：LOVELIVE特集：2015年8月26日)

### 網路配信影像
- BslogTV 戀愛番長（NicoNico動畫「BslogTV Channel」、YouTube「ダイジェストのみ」：2010年 - 2012年）收看NicoNico動畫播放的完整版須付費。
- 寺島拓篤 音樂活動3周年紀念特別節目！也許會有重大發表喔！？（NicoNico生放送：2014年6月6日）

### 廣播劇
- 節哀唷♥二之宮同學（二之宮峻護）
- 樂園之歌（藤崎一彌）
- クォンタム・メカニクス戦記 ど根性メガネ タックマン!（タック・テラ）
- Radio Wars（黑岩正巳）

### 有聲漫畫
- VOMIC 梦想太阳（日语：夢みる太陽）（龍ヶ江朝陽）
- VOMIC シュガーズ（茶谷町ヒロ）

### CD

#### 廣播劇CD
- 偶像大師 SideM ST@RTING LINE（日语：THE IDOLM@STER SideM ST@RTING LINE）（天瀬冬馬）
  - 01 Jupiter
  - 02 DRAMATIC STARS
- アクターズハイ Trading廣播劇CD Collection ココから始まるAtoZ 第一彈、第二彈（次郎丸楓）
- 惡魔同盟（日语：悪魔のミカタ）（山崎誠一）
- Anikoi〜ANIme mitaina KOI shitai!〜（日语：アニコイ）（栗栖新）
- 聖誕之吻（梅原正吉）
  - 聖誕之吻 vol.1 櫻井梨穂子&美也篇
  - 聖誕之吻 vol.2 絢辻詞篇〜私の帰るべき場所〜
  - 聖誕之吻 vol.3 七咲逢篇〜来ちゃいました、先輩♪〜
  - 聖誕之吻 vol.4 中多紗江篇〜今年も、あなたと〜
  - 聖誕之吻 vol.6 棚町薰篇〜創設祭は大騒ぎ！〜
- あやつりピエロの物語（ミロン）
- 喘息系列 學生篇 〜君を取り合う、取り合い吐息〜（八神亮介）
- イケベン! 〜池澤くんと愉快な仲間たち〜（2）（田中明彥）
- いざ、出陣!戀戰 廣播劇CD 〜月下美人がみる夢は〜（明智光秀）
  - いざ、出陣!戀戰 廣播劇CD 〜赤い椿白い椿と〜（明智光秀）
- 你好坏喔 My Master（日语：いじわる My Master） 廣播劇CD 「いつか巡り合うために」（レオン）
  - いじわる My Master 廣播劇CD レオン角色歌曲&迷你劇 Maxi Single（レオン）
- 初戀預報（日语：初恋予報。） 廣播劇CD （相田幸太郎）
- イルゲネス -The Genetic Sodom ILEGENES-（アッカム）
- 歌之王子殿下 系列（一十木音也）
  - 歌之王子殿下 廣播劇CD vol.1
  - 歌之王子殿下 角色廣播劇CD 音也&時也
  - 歌之王子殿下 角色廣播劇CD 真斗&蓮
  - 歌之王子殿下 角色廣播劇CD 那月&翔
  - 歌之王子殿下 Duet廣播劇CD 音也&時也
  - 歌之王子殿下 Debut Unit廣播劇CD 嶺二&音也&時也
- 英國妖異譚4 終わりなきドルイドの誓約（弟子）
- 我想當英雄! 廣播劇CD（レオニール・ユールスクス）
- 王子與魔女與公主（雪梨真白）※花與夢 2011年4號附錄
- 王立王子學園（荊木靜）
  - 王立王子學園 vol.4 睡美人的王子殿下
  - 王立王子學園 vol.5 人魚公主的王子殿下
  - 王立王子學園 vol.6 美女與野獸的王子殿下
- 王立王子學園〜re:fairy-tale〜（荊木蒼）
  - 王立王子學園〜re:fairy-tale〜 vol.1 睡美人的王子殿下
  - 王立王子學園〜re:fairy-tale〜 vol.2 青蛙王子殿下
  - 王立王子學園〜re:fairy-tale〜 vol.3 白雪公主的王子殿下
- 天氣戰隊How Weather 系列（ライ）
  - 天氣戰隊How Weather
  - 天氣戰隊How Weather 2
  - 天氣戰隊How Weather 〜晴のち雨のち曇のり雪のち雷〜
  - 天氣戰隊How Weather 〜夏休みだよ!全員集合!〜
  - 天氣戰隊How Weather 〜お正月だよ!番組改編orz〜
  - 天氣戰隊How Weather (爆)
  - 天氣戰隊How Weather 〜湯煙ドッキリ大作戦！〜
- 和哥哥在一起（日语：お兄ちゃんと一緒）（鈴木一郎）
- 我們的Step 系列（和磨左近）
- GANRNET CRADLE 廣播劇CD「Precious Holidays!!」（白土楓）
- 學生會長是女僕！ 主人 這是動畫化喔! 廣播劇CD（更科郁斗）※ LaLa 2010年5月號附錄
  - 學生會長是女僕！ 角色Concept CD4 ─Another Side─（更科郁斗）
- 家族遊戲（日语：家族ゲーム (漫画)）（西浦良明）
- CARAT!光之魔法國 第2卷（佛斯）
- KI-FOMM 第1卷（伊庭啓一郎）
- Kiyo show（日语：キヨショー）（望月巖）
- Goulart騎士團 系列（日语：グラール騎士団）（アルビレオ）
  - グラール騎士團 ホムンクルス騒動
  - グラール騎士團 Quatre saisons 10月の時計塔
  - グラール騎士團 Quatre Saisons 1月の雪吹雪
  - グラール騎士團 Quatre Saisons 4月の零れ桜
  - グラール騎士團 Quatre Saisons そして7月の時計塔
  - グラール騎士團 復讐するは彼にあり ※ Comic Market78限定販售
- クリセニアン夢語り -エル・デオの眠れる王に-（ラニール）
- 黑薔薇愛莉絲（テオドール）
- 月華撩亂ROMANCE（日语：月華繚乱ROMANCE） 廣播劇CD 〜誰が小鳥を殺したか〜 黒橡之館（鹿野葵）
- ケモノキングダム 〜ZOO〜（コンドル）
- 戀戀 系列（師走）
  - 戀戀 四之卷
  - 戀戀 第二幕 現鑑〜いまかがみ〜 六之卷
- 江〜戰姬〜（江）
- 魔法龍術士 〜海に行く話〜（カシ）
- CELL DIVISION "HUG&KICK"（高森トモ）
  - CELL DIVISION "HUG&HEAVEN"（高森トモ）
- 心連·情結 系列 （青木義文）
  - 心連·情結 夏と水着と暴風雨
  - 心連·情結 春とデートと妹ごっこ
- 節哀唷♥二之宮同學 FUJIMI限定ver.（二之宮峻護）
- 主人殿下専用奇才樂團Virgil『奇才樂團物語「ゼクス之章』（前世的ゼクス）
- 這樣算是殭屍嗎？（相川步）
- 吸血鬼僕人-（城田真晝）
- SAMURAI DRIVE（齋籐仁）
- 時空警察Hyperion外傳 幕末異聞傳（日语：時空警察ハイペリオン外伝 幕末異聞伝）（時空特搜アレス）
- 下野紘&梶裕貴的Radio Misty（日语：下野紘&梶裕貴のRadio Misty） 特別版 Dear…（店長）
- ジャポニズム47（石川）※特典CD出演
- 除臭妖精ノール（神山真和）
- 白アリッッ（鏡）
- STORM LOVER 系列（御子柴恭介）
  - STORM LOVER 〜聖路易高校 執事喫茶大騒動!?〜
  - STORM LOVER 〜My Funny Valentine〜
- Saint Beast 系列（上位天使サキ）
  - Saint Beast 悠久之章～樂園喪失～ 第2、3卷
  - Saint Beast 恩仇之章〜聖獸封印〜 第1、3卷
  - Saint Beast エンジェルクロニクルズ1 覺醒〜めざめ〜
  - Saint Beast エンジェルクロニクルズ2 彷徨〜さまよい〜
  - Saint Beast エンジェルクロニクルズ3 遭遇〜かりそめ〜
- Variety廣播劇CD 絕對迷宮グリム 〜七把鑰匙與樂園的少女〜（日语：バラエティドラマCD 絶対迷宮グリム 〜七つの鍵と楽園の乙女〜） 〜隱藏在森林裡的月之館〜（ハーメルン）
- 裝甲惡鬼村正〜妖甲秘聞〜（湊斗景明）
- 調律葬交 Zyklus;CODE（士柳蓮太郎）
  - 調律葬交 Zyklus;CODE 0≒SCORE
- 停電少女和羽蟲的管弦樂 系列（柩）
  - 停電少女和羽蟲的管弦樂 第一樂章：螢
  - 停電少女和羽蟲的管弦樂 第二樂章：宴
  - 停電少女和羽蟲的管弦樂 第三樂章：命
  - 停電少女和羽蟲的管弦樂 第四樂章：棺
  - 停電少女和羽蟲的管弦樂 第五樂章：淚
  - 停電少女和羽蟲的管弦樂 最終樂章：光
  - 停電少女和羽蟲的管弦樂 蟲喰和歌集：螳螂
  - 停電少女和羽蟲的管弦樂 蟲喰和歌集：蝸牛
  - 停電少女和羽蟲的管弦樂 沉歲森林
  - 停電少女和羽蟲的管弦樂 真夏之雪蟲
  - 停電少女和羽蟲的管弦樂 未ダ見ヌ母ヘ
  - 停電少女和羽蟲的管弦樂 番頭茶屋計畫
  - 停電少女和羽蟲的管弦樂 陽繼之章
  - 停電少女和羽蟲的管弦樂 絕華之章
  - 停電少女和羽蟲的管弦樂 停電刀匣
  - 停電少女和羽蟲的管弦樂 來自深淵的邀請信
- 「刻之男組（ときのスーパーヒーロー）」第3彈「ナルシー☆金太郎」（碓井貞光）
- Torikon!!! triple complex（日语：トリコン!!! triple complex）（松島）
- ななぶん 系列（野中智也）
  - ななぶん〜七崎高校文化祭實行委員会
  - ななぶん -Graduation- 七崎高校畢業典禮
- 笨蛋，測驗，召喚獸 廣播劇CD「僕と黒子と如月グランドパーク」（久保利光）
- パスタマフィア 1（カッペリーニ）
- BAD MEDICINE -INFECTIOUS TEACHERS-（凪原大貴）
- 華アワセ カラクリ巡-いろは・唐紅・姫空木-（いろは）
- 遥远时空中5（日语：遙かなる時空の中で5） 夜明け前 壹・貳（桐生瞬）
- ビーンズ王國 廣播劇CD 秘密のロイヤル・プリンス（アルフレッド）
- 美男的殿堂（不良）
- ひめひび -New Princess Days!!- 続!二学期 ドラマCD New Prince Days -Precious Memory For You-（小日向風太）
- 白虎隊 志士異聞記 音盤 其之壹、其之貳（酒井峰冶）
- Fate/hollow ataraxia 廣播劇CD ノーマネーノーライフ バゼット=サン（Avenger）※ Comptiq 2015年1月號附錄
- 碧海的AiON（湊）
- 放課後PLAY（日语：放課後プレイ）（男朋友）
- 我與女朋友的×××（日语：僕と彼女の×××）（男學生C）
- 星歌戀曲（村上優里）
- 魔王勇者（商人子弟）
- 魔界王子 devils and realist 系列（但他林·修巴）
  - Special廣播劇CD「realist and companion」
  - 廣播劇CD「胸キュン ラヴリックスクール〜文化祭篇〜」※漫畫10卷限定版
- 无限的边境EXCEED超级机器人大战OG传奇 特别广播剧CD「无限的扉绘」（日语：無限のフロンティアEXCEED スーパーロボット大戦OGサーガ）（吾妻吼太）
- 名作文學（笑）廣播劇CD「竹林中」（金澤真砂）
  - 名作文學（笑）廣播劇CD「シリーズ アリ&キリギリス」（オオクワガタ）
- 猛獸使與王子殿下（日语：猛獣使いと王子様） 系列（西爾維奧）
  - 猛獸使與王子殿下 廣播劇CD 〜最強的新郎大作戰〜
  - 猛獸使與王子殿下 〜Snow Bride〜 廣播劇CD 〜想い出の花〜
  - 猛獸使與王子殿下 廣播劇CD 〜パン屋☆パニック!〜
- 桃組plus戰記（高猿寺咲羽）
- 柚子peppermint（日语：柚子ペパーミント）（早川椒）
- 樂園之歌 廣播劇CD 第1卷（藤崎一彌（後輩））
- Last Escort2 ～深夜之甜蜜荆棘～（日语：ラスト・エスコート） 廣播劇CD（涼）
  - ラスト・エスコート2 〜深夜の甘い棘〜 廣播劇CD 〜ナゼに白薔薇? 艶街九月の夜の夢〜&角色歌曲（涼）
- リーマン戰隊タカナシレンジャー（武者小路遊馬 / Yellow）
- ルームシェア 素顔のカレ（藏元翔吉）
- ROOM NO.1301（八雲刻也）
- Lucian Bee's（日语：Lucian Bee's RESURRECTION SUPERNOVA） 廣播劇CD 超新星☆大爆走CRAZYSUPERNOVA-銀河系アイドルROMANXIA No.1決定戦!?-（傑西 "KID" 斯庫愛爾）
- 戀愛上等帥哥學園 系列（榊晃）
  - 戀愛上等帥哥學園
  - 戀愛上等帥哥學園2 -再見冴島老師-
- 1.5.8. -just one time-（ミーティア）
- DYNAMIC CHORD love U kiss series vol.4 ～檜山朔良～（檜山朔良）
- 宵月ノ雫～幕末恋綴り～ 参ノ章 桂小五郎（桂小五郎）

#### BLCD
- 愛かもしれない ―山田靫 BAMBOO Selection CD2―（高尾）
- I.D.（香原陽也）
- 彩おとこ〜兄弟篇〜（神父）
- イケズ彼氏の堕とし方（後藤幸生）
- 嘘つきは恋をする（明雄）
- ウラカレ（野分護）
  - 　ウラカレ〜2nd Season〜 第三彈C / 吃醋的青梅竹馬 野分護篇（野分護）
- エンジェル・ゲーム（同級生A、部員）
- カテキョ!1〜3（野江倫太郎）
- 葉老師的一切（葉歩稀）
- 仮面侯爵に囚われて（長谷倉陽太）
- 獣たちの…妄執。（真田學）
- 子供はなんでも知っている（内田俊）
- 地獄めぐり(上)（下）（緒野瀧群）
- 情熱のイングリッシュローズ（藤村玲也）
- 信號機 系列
  - アオゾラのキモチ ススメ（北史鹤）
  - オレンジのココロ -トマレ-（北史鶴）
- 新宿退屈男〜欲望の法則〜（澤木彰一）
- スローリズム（堀田雅光）
- 聖衣は獣に攫われる（澤渡真幸）
- 背中合わせの恋Vol.1、2（藤崎一彌）
- 千年経っても爱してる（天弓）
- 徒然（相良直樹）
- ドアをノックするのは誰?（最首篤志）
- 東京騎士王國 系列（グラウ）
  - 東京騎士王國 2 〜ホーリー・バラード〜
  - 東京騎士王國 3 〜スウィート・ガーデン〜
- 奴隸 系列（滝岡疾風）
  - あいつはキチクな俺の奴隷
  - Sでごめんね
  - きみはかわいい僕の奴隷
  - きみは僕の恋の奴隷
  - みんなやっぱり恋の奴隷
- 生意気な遺伝子 Long Version（藤崎和哉）
- 八月七日を探して（水澤涼太）
- パパとv LOVE TRIAL（小瞬、其他）
- 酷くしないで（真矢秀幸）
- 不夜城のダンディズム
- ブラザー★シャッフル！（櫻井春樹）
- 便利屋さん 1、2（宮代琉一）
- 香港恋愛夜曲（黎呈秦）
- 本日のSpecial（佐佐本有希）
- 摩天楼に吠えろ!（久遠利也）
- 魔法使いの恋（草次）
- ミスター・ロマンチストの恋（藤木朋巳）
- 誘惑のデカメロン（宮岡昭彦）
- 樂園之歌 第1・2卷（藤崎一彌）
- 恋愛前夜（萩原夏目）
  - 恋愛前夜 番外篇 Chara 19th Anniversary Fair PRESENT CD（萩原夏目）
- 若社長の優雅な休日（角田隆太）
- 無慈悲なカラダ（聖人）
- 営業二課っ！（咲坂步）
- 山田與少年（鈴木千尋）

#### 廣播・朗讀・其他CD
- あいのことば その3 [寺島拓篤]
- 歌之王子殿下 Whisper CD〜Sweet Holiday〜（日语：うたの☆プリンスさまっ♪のディスコグラフィ）（一十木音也）
- 月刊男前圖鑑 藝能篇 黑盤（演員）
- Goodbye絶望放送（日语：さよなら絶望放送） DJCD 第七卷
- 戀愛忍法帖（日语：忍び、恋うつつ） Situation CD 卷之壹 〜猿飛咲助&霧隠藏人〜（猿飛咲助）
- 「SUPER LOVERS」廣播劇CD ※ Emerald（日语：エメラルド (雑誌)）2016年春之號附錄
- 週刊添い寝CD Vol.4 壯介（壯介）
- Saint Beast DJCD Chat.3 〜ケダモノたちの井戸端会議〜
- Saint Beast DJCD Chat.4 〜ケダモノたちの臨時集会〜
- Saint Beast DJCD Chat.5 〜ケダモノたちの秘密の宴〜 Vol.1
- 戰國武將物語〜知將篇 其之貳〜（第四話「森蘭丸物語」）
- 停電ラジヲ 萬葉集 第一首
- 羽多野・寺島 Radio 2D LOVE（日语：羽多野・寺島 Radio 2D LOVE） DJCD vol.01 - 06
- 數羊晚安系列 vol.23 明日のためにいい夢を

### 舞台
- 劇團6番Seed（日语：劇団6番シード）「VOICE ACTOR」（2008年7月、ナガレ）
- 劇團6番シード「賊」（2008年11月阿呆鳥）
- 劇團東京都鈴木區（日语：劇団東京都鈴木区）「無気力宇宙船メロディライナー55号」（2009年6月、ナレーション）
- タンバリンプロデューサーズ「怪し会 〜4肆〜 怪談朗読を肴に旨い日本酒を舐める会」（2011年9月2日・3日、密蔵院）
- 劇團6番シード「ザ・ボイスアクター」（2011年11月-12月）
- 劇團東京都鈴木區「ヒーローアゴーゴー!」（2012年6月、ゴーインレッド）
- 劇團東京都鈴木區「ヒーローアゴーゴー! 〜遊樂園篇〜」（2013年3月、ゴーインレッド）
- 劇團東京都鈴木區「Tune!~ラジオな2人~」（2016年4月）
- AD-LIVE(2016年9月10日)與鈴村健一
- AD-LIVE(2018年9月15日)與中村悠一
- AD-LIVE 十週年特別舞台(2018年11月17日)與蒼井翔太、淺沼晉太郎、梶裕貴、下野紘

### 其他
- 男性組合「It's」（「パパとKISS IN THE DARK」主題歌『close to you』）
- 日野聰・寺島拓篤のLOVE CALL No.
- パチスロ・秘宝传〜太阳追求者〜（日语：秘宝伝〜太陽を求める者達〜）（ロック）
- まだ間に合う!アニメ ベイビーステップ（旁白）
- R的法則「イケメンボイス3」・「眠気バイバイ」・「紅茶～少女マンガバージョン～」（聲音出演）

## 音樂作品
G.Addict的作品請參照「G.Addict」。

### 個人單曲
| 張   | 發售日         | 標題               | 規格編號   | 規格編號   | 最高位 |
| 張   | 發售日         | 標題               | 初回限定盤 | 通常盤     | 最高位 |
| ---- | -------------- | ------------------ | ---------- | ---------- | ------ |
| 1st  | 2012年11月21日 | magic words        |            | LACM-14025 | 23位   |
| 2nd  | 2013年7月3日   | Star tail          | LACM-34104 | LACM-14104 | 13位   |
| 3rd  | 2014年3月12日  | SCARLET SIGN       | LACM-34188 | LACM-14188 | 15位   |
| 4th  | 2015年11月18日 | NNER STAR          | LACM-34420 | LACM-14420 | 27位   |
| 5th  | 2016年5月11日  | 0+1                | LACM-34475 | LACM-14475 | 20位   |
| 6th  | 2016年8月17日  | sunlight avenue    | LACM-34508 | LACM-14508 | 23位   |
| 7th  | 2017年12月6日  | ID                 | LACM-34670 | LACM-14670 | 30位   |
| 8th  | 2018年10月17日 | Nameless story     | LACM-34797 | LACM-14797 | 19位   |
| 9th  | 2019年2月27日  | メグルモノ         | LACM-34838 | LACM-14838 | 22位   |
| 10th | 2019年8月28日  | Buddy, steady, go! | LACM-34923 | LACM-14923 | 30位   |
| 11th | 2021年8月25日  | Reincarnate        | LACM-34166 | LACM-24166 | 33位   |

### 個人專輯
| 張  | 發售日         | 標題     | 規格編號   | 最高位 |
| --- | -------------- | -------- | ---------- | ------ |
| 1st | 2012年6月6日   | NEW GAME | LACA-15210 | 8位    |
| 2nd | 2014年10月29日 | PRISM    | LACA-15447 | 23位   |
| 3rd | 2017年3月22日  | REBOOT   | LACA-15643 | 18位   |
| 4th | 2020年3月25日  | ASSEMBLE | LACA-15816 | 34位   |

在專輯發售記念Talk活動（2012年6月16日 - 6月17日 大阪・名古屋・東京）的大阪會場上發表了「在6月16日到17日晚間的其間將在Twitter上募集寺島拓篤本人的分身的角色名稱」

（參加募集的人要在推文後附加「#寺島アバター名」的Hashtag） 募集的結果、名稱決定為「テラもん Tera mon」。

#### 精選專輯
| 張  | 發售日        | 標題     | 規格編號   | 規格編號  | 最高位 |
| 張  | 發售日        | 標題     | 初回限定盤 | 通常盤    | 最高位 |
| --- | ------------- | -------- | ---------- | --------- | ------ |
| 1st | 2022年5月11日 | LAYERING | LACA-39892 | LACA-9892 |        |

### 商業合作作品
| 樂曲               | 參加作品                                                     | 年分   |
| ------------------ | ------------------------------------------------------------ | ------ |
| sunlight avenue    | 電視動畫『吸血鬼僕人』片尾曲                                 | 2016年 |
| Nameless story     | 電視動畫『關於我轉生變成史萊姆這檔事』片頭曲                 | 2018年 |
| メグルモノ         | 電視動畫『關於我轉生變成史萊姆這檔事』片頭曲                 | 2019年 |
| Buddy, steady, go! | 電視動畫『超人力霸王大河』片頭曲                             | 2019年 |
| Reincarnate        | 電視動畫『 關於我轉生變成史萊姆這檔事』第二季ED2             | 2021年 |
| ファントムライツ   | 手機遊戲『關於我轉生變成史萊姆這檔事魔王與龍的建國譚』主題曲 | 2021年 |

### 影像作品
| 張  | 發售日        | 標題                                                                         | 規格編號                 | 規格編號    |
| 張  | 發售日        | 標題                                                                         | BD                       | DVD         |
| --- | ------------- | ---------------------------------------------------------------------------- | ------------------------ | ----------- |
| 1st | 2015年7月15日 | TAKUMA TERASHIMA LIVE TOUR 2014 2nd STAGE "PRISM"                            | LABX-8068/9              | LABM-7164/5 |
| 2nd | 2017年12月6日 | TAKUMA TERASHIMA LIVE 2016 EX STAGE LIVE                                     | LABX-8216/7              | LABM-7228/9 |
| 3rd | 2017年12月6日 | 5th ANNIVERSARY TAKUMA TERASHIMA LIVE TOUR 2017 3rd STAGE ～REBOOT～ LIVE    | LABX-8218                | LABM-7230   |
|     | 2017年12月6日 | 5th ANNIVERSARY TAKUMA TERASHIMA LIVE BD BOX【完全生産限定】                 | LABX-38216 ～ LABX-38219 |             |
| 4th | 2021年9月22日 | TAKUMA TERASHIMA ONLINE LIVE 2020 4th STAGE ～ASSEMBLE～Blu-ray              | LABX-8468                |             |
| 5th | 2023年3月29日 | 10th ANNIVERSARY TAKUMA TERASHIMA LIVE 2022 EX STAGE -LAYERING- LIVE Blu-ray | LABZ-10006 ～ LABZ-10007 |             |

### 角色歌曲
| 發售日   | 標題                                                                                     | 名義 | 樂曲                                                                       |        |
| 2005年   | 2005年                                                                                   | 2005年 | 2005年                                                                     | 2005年 |
| -------- | ---------------------------------------------------------------------------------------- | --- | -------------------------------------------------------------------------- | ------ |
| 11月2日  | 和爸爸KISS IN THE DARK 角色歌曲專輯                                                      | It's（寺島拓篤、SOTA、KEIICHI） | 「close to you」                                                           |        |
| 11月2日  | 和爸爸KISS IN THE DARK 角色歌曲專輯                                                      | 小瞬 | 「does not wither」                                                        |        |
| 2006年   |                                                                                          | |                                                                            |        |
| 4月21日  | 我們的Step Vocal CD The Dreamers篇                                                       | 和磨左近、相樂右京（下野紘） | 「Keep Your Dreams」                                                       |        |
| 4月21日  | 我們的Step Vocal CD The Dreamers篇                                                       | 和磨左近 | 「嘘を塗りつぶせ!」                                                        |        |
| 2007年   |                                                                                          | |                                                                            |        |
| 5月23日  | Saint Beast〜光陰敘事詩天使譚〜 4月度ED 「光陰叙事詩天使譚〜エンジェル・クロニクルズ〜」 | 神官肩上的生物パール（鈴木達央）、上位天使サキ、天使優利（羽多野涉） | 「光陰叙事詩天使譚〜エンジェル・クロニクルズ〜」                           |        |
| 11月7日  | Fever 創聖的亞庫艾里翁 TVCM曲 「創聖のアクエリオン」                                     | 阿波羅、西薇亞（嘉數由美）、麗花（小林沙苗） | 「創聖のアクエリオン（元素人合體Ver.有加入台詞）」                         |        |
| 11月7日  | 創聖的亞庫艾里翁 元素人合體Ver. ※配信限定單曲                                            | 阿波羅、西薇亞（嘉數由美）、麗花（小林沙苗） | 「創聖のアクエリオン 元素人合體Ver.」 「Go Tight! 元素人合體Ver.」         |        |
| 2008年   |                                                                                          | |                                                                            |        |
| 4月9日   | Last Escort2 ～深夜之甜蜜荆棘～ Original Sound Track Vol.2                               | 涼 | 「day after day」                                                          |        |
| 6月26日  | 你好坏喔 My Master 主題曲 MAXI SINGLE                                                    | レオン | 「愛の歌」                                                                 |        |
| 8月29日  | いじわる My Master レオン角色歌曲&迷你廣播劇 MAXI SINGLE                                 | レオン | 「BORN TO BE MINE」                                                        |        |
| 12月3日  | 「魔法學園MA」插曲系列 まかでみ数え歌 其之4                                              | 榮太郎、修達教授（檜山修之）、アガリアレプト（諏訪部順一） | 「M-O-E-S〜K-S-Kする衝動」                                                 |        |
| 12月25日 | Dori ☆ Variety HYPER ViSUADOLL MOVIE OP曲                                                | TRIBE（森久保祥太郎×寺島拓篤×梶裕貴）） | 「ハイビーム」                                                             |        |
| 2009年   |                                                                                          | |                                                                            |        |
| 8月26日  | Lucian Bee's OP&ED                                                                       | ROMANXIA（鈴木達央、寺島拓篤、宮野真守、梶裕貴、TAKERU、日野聰） | 「仮面の下のバラッド」 「愛のMeteoric shower」                             |        |
| 9月18日  | Lucian Bee's 角色歌曲vol.2                                                               | JESSE（傑西 "KID" 斯庫愛爾） | 「ガチンコfreedom」                                                        |        |
| 11月26日 | 歌之王子殿下 Audition Song 1彈                                                           | 一十木音也 | 「TRUST☆MY DREAM」                                                         |        |
| 2010年   |                                                                                          | |                                                                            |        |
| 1月9日   | 停電少女和羽蟲的管弦樂 停電Radio OP曲「一輪花」                                          | 柩、橘（下野紘） | 「一輪花」                                                                 |        |
| 2月24日  | 歌之王子殿下 Audition Song 4彈                                                           | 一十木音也、聖川真斗（鈴村健一）、四之宮那月（谷山紀章） | 「永遠のトライスター」                                                     |        |
| 3月19日  | 聖誕之吻 角色歌曲 梅原正吉&高橋麻耶&上崎裡沙 ソエンCD                                    | 梅原正吉 | 「男泣き」                                                                 |        |
| 6月9日   | 學生會長是女僕！ 角色Concept CD -Another Side-                                           | 3バカトリオブラザーズ starring 市來光弘&寺島拓篤&細谷佳正 | 「Don't Cry VACA」                                                         |        |
| 6月30日  | 歌之王子殿下 Sound之王子殿下♪                                                            | 一十木音也、聖川真斗（鈴村健一）、四之宮那月（谷山紀章）、一之瀨時也（宮野真守）、神宮寺蓮（諏訪部順一）、來翔（下野紘）                                                             | 「Welcome to UTA☆PRI world!!」                                             |        |
| 7月16日  | 絕對迷宮Grimm 〜七键和天堂的少女~角色Concept CD Vol.2                                    | ハーメルン | 「悪魔の笛吹きハーメルン」                                                 |        |
| 8月13日  | 停電少女和羽蟲的管弦樂 停電Radio OP曲「閃紅」                                            | 柩 | 「閃紅」                                                                   |        |
| 9月8日   | 「STORM LOVER」OP&ED 「Daydream Labyrinth / RE:MEMBER」                                  | 卯都木悠人（羽多野涉）、御子柴恭介 | 「Daydream Labyrinth」 「RE:MEMBER」                                       |        |
| 9月22日  | 歌之王子殿下 Happy Love Song(1)                                                          | 一十木音也 | 「虹色☆OVERDRIVE!」                                                        |        |
| 10月20日 | 猛獸使與王子殿下 角色歌曲專輯                                                            | 西爾維奧 | 「Hello again」                                                            |        |
| 10月22日 | Love彼 〜戀愛偏差値上昇中!〜 角色歌曲&廣播劇CD 戀愛的開始篇                              | 間宮諒介 | 「スマイル・トレジャー」                                                   |        |
| 10月31日 | ななぶん〜七崎高校文化祭實行委員會                                                       | 野中智也 | 「こたえ」                                                                 |        |
| 11月24日 | Lucian Bee's -RESURRECTION SUPERNOVA- OP曲                                               | ROMANXIA（鈴木達央、寺島拓篤、宮野真守、梶裕貴、TAKERU、日野聰） | 「愛言葉になるD.N.A.」 「星屑レボリューション」                            |        |
| 12月8日  | 歌之王子殿下 AA Disc                                                                     | 一十木音也、聖川真斗（鈴村健一）、四之宮那月（谷山紀章） | 「AMAZING LOVE」                                                           |        |
| 12月8日  | 戀愛番長 人生苦短，戀愛吧少女！Love is Power OP曲「LOVE★Monster a GO!GO!」+α             | Bancho feat.YASU（森久保祥太郎、寺島拓篤） | 「Love★Monster a Go!Go!」                                                  |        |
| 2011年   |                                                                                          | |                                                                            |        |
| 1月26日  | Love彼 〜戀愛偏差値上昇中!〜 角色歌曲&廣播劇CD 永遠的誓言篇                              | 間宮諒介 | 「Starry Rocket」                                                          |        |
| 5月11日  | STORM LOVER 角色歌曲CD -LOVERS COLLECTION- Vol.1【LOVE DISC】                            | 御子柴恭介 | 「Be a Fighter」                                                           |        |
| 7月20日  | 歌之王子殿下 真愛1000% 片尾曲                                                            | ST☆RISH（一十木音也、聖川真斗（鈴村健一）、四之宮那月（谷山紀章）、一之瀨時也（宮野真守）、神宮寺蓮（諏訪部順一）、來翔（下野紘））                                                  | 「Really LOVE1000%」                                                       |        |
| 7月27日  | 歌之王子殿下 真愛1000% Idol Song 一十木音也                                              | 一十木音也 | 「BRAND NEW MELODY」 「Over the Rainbow」                                  |        |
| 8月4日   | STORM LOVER 夏恋!! OP/ED                                                                 | 卯都木悠人（羽多野涉）、御子柴恭介 | 「Natsukoi Jet-Coaster」 「恋蝉」                                          |        |
| 9月7日   | 月華繚亂ROMANCE 片頭曲・片尾曲                                                           | 鹿野敦盛（高橋直純）、鹿野葵 | 「Crazy 4 Me」 「MY FATE」                                                 |        |
| 9月7日   | 「Sacred Seven」廣播劇・角色專輯1 Fragment of S7 丹童子阿爾瑪×藍羽琉璃                   | 丹童子阿爾瑪 | 「流星ポリスギャラクロック」                                               |        |
| 11月2日  | 遙遠時空中5 〜曉之戀唄（らゔそんぐ）〜                                                   | 桐生瞬 | 「風旅人 -名も無き風の如く-」                                              |        |
| 11月23日 | 偶像大師 Jupiter                                                                         | Jupiter（寺島拓篤、神原大地、松岡禎丞） | 「Alice or Guilty (M@STER VERSION)」 「恋をはじめよう (M@STER VERSION)」   |        |
| 11月23日 | 偶像大師 Jupiter                                                                         | 天瀨冬馬 | 「BANG×BANG」                                                              |        |
| 12月21日 | 歌之王子殿下 Debut組合廣播劇CD 嶺二&音也&時也                                            | 壽嶺二（森久保祥太郎）、一十木音也、一之瀨時也（宮野真守） | 「ガムシャラROman☆Tic」                                                    |        |
| 2012年   |                                                                                          | |                                                                            |        |
| 1月27日  | 停電少女和羽蟲的管弦樂 「恋スル蛍は いろは珠」                                           | 柩、橘（下野紘） | 「恋スル蛍は もせす珠」                                                    |        |
| 3月21日  | 遙遠時空中5 〜淡雪之心唄〜                                                               | 桐生瞬、坂本龍馬（鈴村健一） | 「青天白日 〜吾ガ心晴天ナリ〜」                                            |        |
| 3月21日  | 遙遠時空中5 〜淡雪之心唄〜                                                               | 八葉（桐生瞬、坂本龍馬（鈴村健一）、チナミ（阿部敦）、沖田總司（岡本信彦）、小松帶刀（立花慎之介）、 福地櫻智（竹本英史）、アーネスト・サトウ（四反田Michael）、高杉晋作（安元洋貴） | 「時空を超えて」                                                           |        |
| 4月6日   | 停電少女和羽蟲的管弦樂 陽繼之章 主題曲「揚華羽」                                         | 柩 | 「揚華羽」                                                                 |        |
| 7月25日  | 歌之王子殿下 Shining All Star CD                                                         | 一十木音也、聖川真斗（鈴村健一）、四之宮那月（谷山紀章）、 一之瀨時也（宮野真守）、神宮司蓮（諏訪部順一）、來栖翔（下野紘）、愛島塞西爾（鳥海浩輔）                                    | 「RAINBOW☆DREAM」                                                          |        |
| 11月17日 | 恋は校則に縛られない! 片頭曲                                                             | Uni-On（鳴神鴻（入野自由）、榊木銳史、羽一崎曉（岡本信彦）、御堂十彌（鳥海浩輔）、朝霧敦士（梶裕貴））                                                                               | 「Brand New World」                                                        |        |
| 12月10日 | 恋は校則に縛られない! 角色歌曲Collection Vol.04 榊木銳史                                 | 榊木銳史 | 「DON'T NEED THE FAKE」                                                    |        |
| 2013年   |                                                                                          | |                                                                            |        |
| 1月23日  | 超譯百人一首戀歌                                                                         | 藤原定家（梶裕貴）、藤原公任（岸尾大輔）、藤原行成 | 「明日を描く和歌」                                                         |        |
| 2月27日  | 華アワセ Vocal CD「五光」                                                                | 五光（いろは、蛟（福山潤）、姫空木（立花慎之介）、唐紅（日野聰）、うつつ（杉山紀彰）                                                                                                 | 「華アワセ」                                                               |        |
| 2月27日  | 華アワセ Vocal CD「五光」                                                                | いろは | 「永久なる輪郭」                                                           |        |
| 2月27日  | 白虎隊 志士異聞記 音盤 其之壹                                                            | 酒井峰冶、伊東又八(岸尾大輔)、篠田儀三郎（鈴木達央） | 「風のむこうへ」                                                           |        |
| 4月24日  | 歌之王子殿下 真愛2000% 片尾曲                                                            | ST☆RISH（一十木音也、聖川真斗（鈴村健一）、四之宮那月（谷山紀章）、 一之瀨時也（宮野真守）、神宮寺蓮（諏訪部順一）、來栖翔（下野紘）愛島塞西爾（鳥海浩輔））                           | 「Really LOVE2000%」                                                       |        |
| 4月30日  | 停電少女和羽蟲的管弦樂 MAXI SINGLE 「集真愛 / 一輪花 - 散リ逝ク君ヘ。」                  | 柩 | 「集真愛」 「一輪花 - 散リ逝ク君ヘ。」                                     |        |
| 5月15日  | 歌之王子殿下 真愛2000% Idol Song 一十木音也                                              | 一十木音也 | 「SMILE MAGIC」 「HORIZON」                                                |        |
| 5月29日  | 遙遠時空中5 〜白妙之戀唄〜2                                                              | 桐生瞬 | 「永遠に降る雪」                                                           |        |
| 5月29日  | 月華繚亂ROMANCE 禁斷兄弟 葵&敦盛 「Under the Moonlight/DAY&NIGHT」                       | 鹿野敦盛（高橋直純）、鹿野葵 | 「Under the Moonlight」 「DAY&NIGHT」                                      |        |
| 6月26日  | 八犬傳－東方八犬異聞－ 角色歌曲專輯 Vol.1                                                | 犬田小文吾 | 「STILL ALIVE!」                                                           |        |
| 7月24日  | 魔界王子 devils and realist OP&ED主題曲                                                  | devils and realist（威廉·特懷寧（江口拓也）、但他林、西迪（松岡禎丞）、卡米奧（柿原徹也））                                                                                          | 「Believe My Dice」 「a shadow's love song」                               |        |
| 8月23日  | 「BLOOD LAD 血意少年」O.S.T.1                                                            | 史塔茲（逢坂良太）、烏爾夫 | 「YAH YAH YAH」                                                            |        |
| 9月25日  | 「BLOOD LAD 血意少年」O.S.T.2                                                            | 烏爾夫 | 「愛をとりもどせ！！」                                                     |        |
| 9月26日  | 青春的開端 片頭曲                                                                        | 雙葉千歳（堀江由衣）、雙葉千早 | 「青空ヒコウキ雲」                                                         |        |
| 2014年   |                                                                                          | |                                                                            |        |
| 1月25日  | 戀愛番長2 MidnightLesson!!! Original Sound Track〜月光傳說〜                             | Bancho feat.YASU（森久保祥太郎、寺島拓篤） | 「月光伝説」 「NewColor」                                                  |        |
| 2月26日  | 華アワセ -姫空木篇- Vocal CD 望月                                                        | 五光（いろは、蛟（福山潤）、姫空木（立花慎之介）、唐紅（日野聡）、うつつ（杉山紀彰））                                                                                               | 「月朧」                                                                   |        |
| 2月26日  | 華アワセ -姫空木篇- Vocal CD 望月                                                        | いろは | 「祈りノ華」                                                               |        |
| 6月11日  | 電視動畫「魔界王子」角色歌曲迷你專輯                                                     | 但他林 | 「For sentimental realist」 「a shadow's love song 〜但他林・Solo ver.〜」 |        |
| 2015年   |                                                                                          | |                                                                            |        |
| 1月21日  | 美男高校地球防衛部LOVE！片尾曲「I miss you の3メートル」                                 | 地球征服部［草津錦史郎（神谷浩史）、有馬燻（福山潤）、下呂阿古哉］ | 「I miss you の3メートル」 「「我ら正義のカエルラ・アダマス!!」            |        |
| 2月18日  | 美男高校地球防衛部LOVE！角色歌曲CD2 カエルラ・アダマス SONGS 〜Conquest!〜               | 下呂阿古哉 | 「美…EGOISM」                                                              |        |
| 4月15日  | 偶像大師 SideM ST@RTING LINE -01 Jupiter                                                 | Jupiter（寺島拓篤、神原大地、松岡禎丞） | 「BRAND NEW FIELD」 「「Planet scape」 「「DRIVE A LIVE（Jupiter ver.）」  |        |
| 5月22日  | STORM LOVER 快!! OP/ED                                                                   | 卯都木悠人（羽多野涉）、御子柴恭介 | 「selfish toxic」 「nameless」                                             |        |
| 6月24日  | 角色CD「吸血鬼僕人」 Vol.1 真晝＆小黑                                                    | 城田真晝、小黑（梶裕貴） | 「Crossing World」                                                         |        |
| 6月24日  | 角色CD「吸血鬼僕人」 Vol.1 真晝＆小黑                                                    | 城田真晝 | 「Crossing World ～真晝 Solo ver.～」                                      |        |
| 7月15日  | 遙遠時空中6 〜浪漫ナル歌〜                                                               | 有馬一 | 「贐ノ風」                                                                 |        |

### 本人名義
- 泡沫BLACKBIRD（齋賀光希 feat．JUST with 寺島拓篤）
  - 「泡沫BLACKBIRD」
  - 「my blue heaven」
  - 「yellow jelly fish」
- 愛がつながっていくCD（M.O.E.×間島淳司（羽多野涉、寺島拓篤、間島淳司））
  - 1.ELEMENTS（日语：ELEMENTS (曲)）、2.特捜ロボ ジャンパーソン（M.O.E.ver.）、3.ジグザグ青春ロード（M.O.E.ver.）、4.JIKU〜未来戦隊タイムレンジャー（M.O.E.ver.）、

5.谁是你，我爱你（M.O.E.ver.）、6.特捜ロボ ジャンパーソン、7.ジグザグ青春ロード、8.Shout Out
- 俺たちの歌を聴くCD：M.O.E.（羽多野涉・寺島拓篤）
  - 1.YOU GET TO BURNING、2.WHAT'S UP GUYS?、3.Blue Velvet、4.Second Flight、5.光の戦士たち、6.葛飾ラプソディー、7.少年期、8.アンバランスなkissをして
- もっと笑顔になるCD（M.O.E.（羽多野涉、寺島拓篤））
  - 1.走れ正直者、2.邪魔はさせない、3.邪魔はさせない（羽多野ver.）、4.まかせて！チン・トン・シャン'93、5.まかせて！チン・トン・シャン'93（寺島ver.）、6.エルドラド、7.TACTICS、8.それでも明日はやってくる
- Disney 聲音之王子殿下〜東京Disney Resort(R)30周年記念盤
  - 「チム・チム・チェリー」
  - 「魔法の鍵 〜The Dream Goes On」（小野大輔、寺島拓篤）※只在Deluxe Edition收錄
- 八犬傳－東方八犬異聞－ 印象歌曲CD Vol.2 ※ Blu-ray第2卷初回限定版特典CD
  - 「風雷行路」（前野智昭、寺島拓篤）
- 百歌聲爛 男性聲優篇 II
  - 「Get Wild、荒野のヒース、IN MY DREAM（日语：IN MY DREAM (TUBEの曲)）、Ride on shooting star、キングゲイナー・オーバー!、マクロス、燃えてヒーロー、LOVE A RIDDLE、嵐の勇者(ヒーロー)、シークレットカクレンジャー」
- 「森久保祥太郎・寺島拓篤☆☆☆(みつぼし)Produce」PRESENTS 「タックマンCD」發動篇
  - TACK THE HERO 〜DA・GA・NE〜」（寺島拓篤、森久保祥太郎）

## 外部連結
- （日語）AXL ONE事務所公開簡歷 （页面存档备份，存于）
- （日語）Lantis官方頁面 （页面存档备份，存于）
- （日語）テラシマ流星群 （页面存档备份，存于）（官方部落格）
- （日語）寺島拓篤のモノクロームな日々 （页面存档备份，存于）（舊部落格）
- （日語）寺島拓篤twitter （页面存档备份，存于）